# Doug McDermott
Douglas Richard McDermott, detto Doug (Grand Forks, 3 gennaio 1992), è un cestista statunitense, professionista nella NBA con i Sacramento Kings.
È il figlio di Greg McDermott.

## Caratteristiche tecniche
Gioca da ala piccola, è uno specialista nel tiro da 3 punti oltre che un discreto passatore. Dispone di buon gioco in post, mentre per tirare da 3 è abile a tirare in uscita dai blocchi. È bravo anche ad andare a canestro.
Per via dei canestri segnati a Creighton si guadagnò il soprannome McBuckets.

## Carriera

### College (2010-2014)
Dopo aver frequentato la Ames High School, ed essere stato nominato McDonald's All-American, dal 2010 al 2014 ha militato nei Bluejays di Creighton University. Nel 2014 ha vinto numerosi riconoscimenti: oltre ad essere stato eletto come miglior giocatore della Big East Conference, ha inoltre vinto i più importanti premi a livello nazionale come l'Associated Press College Basketball Player of the Year, l'NABC Player of the Year, lo Sporting News Player of the Year, il John R. Wooden Award e il Oscar Robertson Trophy.

### NBA (2014-)

#### Chicago Bulls (2014-2017)
Nel 2014 si è candidato al Draft NBA, dove venne selezionato con la scelta numero 11 dai Denver Nuggets; tuttavia la sera stessa McDermott venne ceduto per Gary Harris e Jusuf Nurkić (scelto durante lo stesso Draft dai Chicago Bulls).
Dopo un primo anno difficile con Tom Thibodeau alla guida che lo utilizzò un po' all'inizio per poi accantonarlo e diminuirne lo spazio. A fine stagione Thibodeau lasciò i tori e con l'arrivo di Fred Hoiberg in panchina le cose cambiarono in positivo per lui, in quanto già nelle prime settimane di RS fu stabilmente nelle rotazioni del nuovo coach e dopo le prime 8 partite girava a 11 punti di media.
Il 20 febbraio 2016 segnò 30 punti contro i Toronto Raptors. Il 16 marzo 2016 fu protagonista di un'altra grande prestazione contro i canadesi in cui mise a segno 29 punti.
Sempre con i Bulls realizzò il proprio career-high points il 16 gennaio 2017 nella gara vinta 108-104 contro i Memphis Grizzlies, in cui disputò 32 minuti (partendo dalla panchina) ed in cui mise a segno 31 punti.

#### Oklahoma City Thunder (2017)
Il 23 febbraio 2017, con Taj Gibson, venne ceduto agli Oklahoma City Thunder in cambio di Cameron Payne, Anthony Morrow, Joffrey Lauvergne e la seconda scelta del 2018.

#### New York Knicks (2017-2018)
Il 23 settembre 2017, esattamente 7 mesi dopo essere arrivato in Oklahoma, venne ceduto dai Thunder ai New York Knicks insieme a Enes Kanter e una seconda scelta al Draft NBA 2018 in cambio del più volte All-Star Carmelo Anthony.
Ai Knicks giocò tutte le 55 partite partite della squadra uscendo dalla panchina (giocando una sola partita da titolare) prima di venire ceduto durante la deadline.

#### Dallas Mavericks (2018)
Dopo una stagione negativa, l'8 febbraio 2018 venne ceduto via trade (che fu a 3 squadre in quanto coinvolse anche i Denver Nuggets) dai New York Knicks ai Dallas Mavericks. Con i Mavericks giocò molto meglio rispetto a NY arrivando quasi al 50% da 3 e integrandosi bene nel gioco di Rick Carlisle, al contrario di quanto accaduto nella Grande Mela.

#### Indiana Pacers (2018-)
Il 7 luglio 2018 firmò un triennale da 22 milioni di dollari complessivi con gli Indiana Pacers.

### Nazionale
Con la Nazionale Under-19 statunitense partecipò ai Mondiali 2011 di categoria.

## Statistiche

### NCAA
| Anno      | Squadra            | PG  | PT  | MP   | TC%  | 3P%  | TL%  | RP  | AP  | PRP | SP  | PP   |
| --------- | ------------------ | --- | --- | ---- | ---- | ---- | ---- | --- | --- | --- | --- | ---- |
| 2010-2011 | Creighton Bluejays | 39  | 39  | 29,1 | 52,5 | 40,5 | 74,6 | 7,2 | 1,2 | 0,3 | 0,1 | 14,9 |
| 2011-2012 | Creighton Bluejays | 35  | 34  | 31,9 | 60,1 | 48,6 | 79,6 | 8,2 | 1,1 | 0,2 | 0,1 | 22,9 |
| 2012-2013 | Creighton Bluejays | 36  | 36  | 31,6 | 54,8 | 49,0 | 87,5 | 7,7 | 1,6 | 0,2 | 0,1 | 23,2 |
| 2013-2014 | Creighton Bluejays | 35  | 35  | 33,7 | 52,6 | 44,9 | 86,4 | 7,0 | 1,6 | 0,2 | 0,1 | 26,7 |
| Carriera  | Carriera           | 145 | 144 | 31,5 | 55,0 | 45,8 | 83,1 | 7,5 | 1,3 | 0,3 | 0,1 | 21,7 |

#### Massimi in carriera
- Massimo di punti: 45 vs Providence (8 marzo 2014)[12]
- Massimo di rimbalzi: 17 vs Bradley (1º febbraio 2011)
- Massimo di assist: 5 (2 volte)
- Massimo di palle rubate: 2 (4 volte)
- Massimo di stoppate: 2 vs DePaul (7 gennaio 2014)
- Massimo di minuti giocati: 43 vs Evansville (21 febbraio 2012)

### NBA

#### Regular Season
| Anno      | Squadra           | PG  | PT | MP   | TC%  | 3P%  | TL%  | RP  | AP  | PRP | SP  | PP   |
| --------- | ----------------- | --- | -- | ---- | ---- | ---- | ---- | --- | --- | --- | --- | ---- |
| 2014-2015 | Chicago Bulls     | 36  | 0  | 8,9  | 40,2 | 31,7 | 66,7 | 1,2 | 0,2 | 0,1 | 0,0 | 3,0  |
| 2015-2016 | Chicago Bulls     | 81  | 4  | 23,0 | 45,2 | 42,5 | 85,7 | 2,4 | 0,7 | 0,2 | 0,1 | 9,4  |
| 2016-2017 | Chicago Bulls     | 44  | 4  | 24,5 | 44,5 | 37,6 | 88,1 | 3,0 | 1,0 | 0,3 | 0,1 | 10,2 |
| 2016-2017 | Oklahoma Thunder  | 22  | 1  | 19,5 | 45,2 | 36,2 | 70,6 | 2,2 | 0,6 | 0,1 | 0,0 | 6,6  |
| 2017-2018 | N.Y. Knicks       | 55  | 1  | 21,3 | 46,0 | 38,7 | 75,5 | 2,4 | 0,9 | 0,2 | 0,2 | 7,2  |
| 2017-2018 | Dallas Mavericks  | 26  | 3  | 22,9 | 47,8 | 49,4 | 85,7 | 2,5 | 1,1 | 0,3 | 0,2 | 9,0  |
| 2018-2019 | Indiana Pacers    | 77  | 1  | 17,4 | 49,1 | 40,8 | 83,5 | 1,4 | 0,9 | 0,2 | 0,1 | 7,3  |
| 2019-2020 | Indiana Pacers    | 69  | 0  | 19,9 | 48,8 | 43,5 | 82,8 | 2,5 | 1,1 | 0,2 | 0,1 | 10,3 |
| 2020-2021 | Indiana Pacers    | 66  | 29 | 24,5 | 53,2 | 38,8 | 81,6 | 3,3 | 1,3 | 0,3 | 0,1 | 13,6 |
| 2021-2022 | San Antonio Spurs | 51  | 51 | 24,0 | 46,2 | 42,2 | 78,4 | 2,3 | 1,3 | 0,3 | 0,1 | 11,3 |
| 2022-2023 | San Antonio Spurs | 64  | 0  | 20,5 | 45,7 | 41,3 | 75,7 | 2,2 | 1,4 | 0,2 | 0,1 | 10,2 |
| 2023-2024 | San Antonio Spurs | 46  | 0  | 15,2 | 44,2 | 43,9 | 58,8 | 1,0 | 1,2 | 0,2 | 0,0 | 6,0  |
| 2023-2024 | Indiana Pacers    | 18  | 0  | 11,3 | 40,6 | 32,1 | 50,0 | 0,6 | 0,7 | 0,3 | 0,0 | 4,2  |
| 2024-2025 | Sacramento Kings  | 42  | 3  | 8,1  | 42,7 | 43,6 | 60,0 | 0,5 | 0,2 | 0,1 | 0,0 | 3,5  |
| Carriera  | Carriera          | 697 | 97 | 19,5 | 47,0 | 41,1 | 80,4 | 2,1 | 1,0 | 0,2 | 0,1 | 8,6  |

#### Play-off
| Anno     | Squadra          | PG | PT | MP   | TC%  | 3P%  | TL%  | RP  | AP  | PRP | SP  | PP  |
| -------- | ---------------- | -- | -- | ---- | ---- | ---- | ---- | --- | --- | --- | --- | --- |
| 2015     | Chicago Bulls    | 3  | 0  | 3,3  | 33,3 | 50,0 | 100  | 0,7 | 0,3 | 0,0 | 0,0 | 1,7 |
| 2017     | Oklahoma Thunder | 5  | 0  | 13,2 | 50,0 | 53,8 | -    | 1,0 | 0,2 | 0,2 | 0,2 | 5,0 |
| 2019     | Indiana Pacers   | 3  | 0  | 9,7  | 20,0 | 0,0  | 50,0 | 1,7 | 1,3 | 0,0 | 0,3 | 2,0 |
| 2020     | Indiana Pacers   | 4  | 0  | 13,5 | 26,7 | 20,0 | -    | 0,8 | 0,3 | 0,3 | 0,0 | 2,5 |
| Carriera | Carriera         | 15 | 0  | 10,6 | 34,8 | 31,3 | 66,7 | 1,0 | 0,5 | 0,1 | 0,1 | 3,1 |

#### Massimi in carriera
- Massimo di punti: 31 (2 volte)[13]
- Massimo di rimbalzi: 10 vs Toronto Raptors (7 gennaio 2017)
- Massimo di assist: 5 (2 volte)
- Massimo di palle rubate: 3 vs Denver Nuggets (4 marzo 2021)
- Massimo di stoppate: 2 (3 volte)
- Massimo di minuti giocati: 42 vs Brooklyn Nets (17 marzo 2018)

## Palmarès
- McDonald's All-American (2010)
- Naismith Award (2014)
- John R. Wooden Award (2014)
- AP Player of the Year (2014)
- Sporting News Player of the Year (2014)
- NABC Player of the Year (2014)
- Oscar Robertson Trophy (2014)
- Adolph Rupp Trophy (2014)
- 3 volte NCAA AP All-America First Team (2012, 2013, 2014)